# A História Oficial
La historia oficial (no Brasil e em Portugal, A História Oficial) é um filme argentino de 1985, dirigido e escrito por Luis Puenzo.
Foi um dos seis filmes produzidos na América Latina a receber o Oscar de melhor filme estrangeiro, junto com Orfeu Negro, El secreto de sus ojos, Una mujer fantástica, Roma e Ainda Estou Aqui. O filme conta a história de uma professora da classe média argentina que descobre que a criança que adotou pode ser filha de presos políticos da ditadura militar (1976-1983).

## Sinopse
Alícia é uma professora de História pertencente à classe média argentina. Ela convive com pessoas tanto de esquerda quanto de direita, mas desconhece as tragédias pessoais geradas em seu país pela ditadura militar (1976-1983). Ela é uma mãe atenciosa para a filha Gaby, uma criança adotada e trazida para casa por seu marido Roberto.
Após o retorno do exílio da amiga Ana, uma ex-presa política, Alícia começa a descobrir os horrores praticados contra os opositores do regime. Ela começa então a crer na possibilidade de que seu marido teria mantido relações escusas com a máquina repressora do regime e adotado Gaby depois que seus pais, possíveis presos políticos, foram assassinados. A investigação de Alícia para descobrir a origem de sua filha a leva a hospitais insalubres, à igreja frequentada pela família (onde se depara com o silêncio do padre, numa cena que causou problemas com a Igreja Católica por retratar a omissão desta para com o regime) e, finalmente, a uma manifestação das Mães da Praça de Maio, onde encontra aquela que seria a avó biológica de sua filha.

## Elenco
- Héctor Alterio .... Roberto
- Norma Aleandro .... Alicia
- Chunchuna Villafañe .... Ana
- Hugo Arana .... Enrique
- Guillermo Battaglia .... Jose
- Chela Ruíz .... Sara
- Patricio Contreras .... Benitez
- María Luisa Robledo .... Nata
- Aníbal Morixe .... Miller
- Jorge Petraglia .... Macci
- Analia Castro .... Gaby
- Daniel Lago .... Dante
- Augusto Larreta .... general
- Laura Palmucci .... Rosa

## Contexto histórico
O filme retrata os eventos acontecidos na Argentina após a reacionária junta militar liderada pelo general Jorge Rafael Videla depor a presidente Isabel Perón em 24 de março de 1976. Durante o governo da junta, o parlamento foi dissolvido; sindicatos, partidos políticos e os governos das províncias foram banidos; e, naquilo que ficou conhecido como Guerra Suja, entre 9 e 30 mil "subversivos" desapareceram.
Como muitos artistas progressistas de seu país, a atriz principal do filme, Norma Aleandro, foi obrigada a se exilar durante o regime militar. Primeiro foi para o Uruguai e mais tarde para a Espanha. Ela retornou logo após a queda do regime militar em 1983. Sobre sua personagem no filme, Aleandro certa vez comentou que "a busca pessoal de Alícia é também a busca da minha nação pela verdade sobre nossa História. O filme é positivo no sentido de que demonstra que ela pode mudar de vida apesar de tudo que vai perder".
La historia oficial está no grupo dos filmes considerados os primeiros feitos na Argentina após a queda do ditador Leopoldo Galtieri em 1983. Estes filmes lidam de forma franca e honesta com a repressão, a tortura e o desaparecimento de opositores do regime a partir do final da década de 1970. Entre eles estão No habrá más penas ni olvido de 1983 e La noche de los lápices de 1986. Um segundo grupo de filmes, como Verónico Cruz de 1988, usam metáforas para se referirem às questões sócio-políticas do regime.

## Produção
Inicialmente, Puenzo, temendo por sua segurança, pretendia filmar o filme em segredo, usando câmeras escondidas de 16 mm. Entretanto, o regime militar caiu um pouco antes dele terminar de escrever o roteiro.
O filme foi inteiramente filmado na cidade de Buenos Aires. A manifestação de mães de desaparecidos políticos na Praça de Maio, realmente aconteceu.

## Principais prêmios e indicações
Festival de Berlim (Alemanha)
- 1986: Prêmio Interfilm - Otto Dibelius – Luis Puenzo (vencedor, empatado com Lina Wertmüller por Un complicato intrigo di donne, vicoli e delitti)

Festival de Cannes (França)
- 1985: Melhor atriz – Norma Aleandro (vencedora, empatada com Cher por Mask)
- 1985: Prêmio do Júri Ecumênico – Luis Puenzo (vencedor)
- 1985: Palma de Ouro – Luis Puenzo (indicado)

Globo de Ouro (EUA)
- 1986: Melhor filme estrangeiro (vencedor)

Oscar (EUA)
- 1986: Melhor filme estrangeiro (vencedor)
- 1986: Melhor roteiro original – Luis Puenzo e Aída Bortnik (indicados)

Prêmio David di Donatello (Itália)
- 1987: Melhor atriz estrangeira – Norma Aleandro (vencedora)